# أوربانيجا رايوبايكو
بلدية أوربانيجا رايوبايكو (بالإسبانية: Orbaneja Riopico)‏، هي إحدى بلديات مقاطعة برغش، التي تقع في منطقة قشتالة وليون، والتي تقع في شمال غرب إسبانيا.
يبلغ عدد سكانها 177 نسمة وفقاً لإحصائية سنة (2002).